# Troškūnai
Troškūnai (anhörenⓘ) ist eine kleine Stadt in Litauen. Es hat den Status eines Stadtamtes (miesto seniūnija) in der Rajongemeinde Anykščiai. Die Stadt liegt 14 km westlich von Anykščiai. 
Troškūnai ist die zweitkleinste Stadt Litauens, die kleinste ist Panemunė (Übermemel) in der Selbstverwaltungsgemeinde Pagėgiai (Pogegen).

## Geschichte

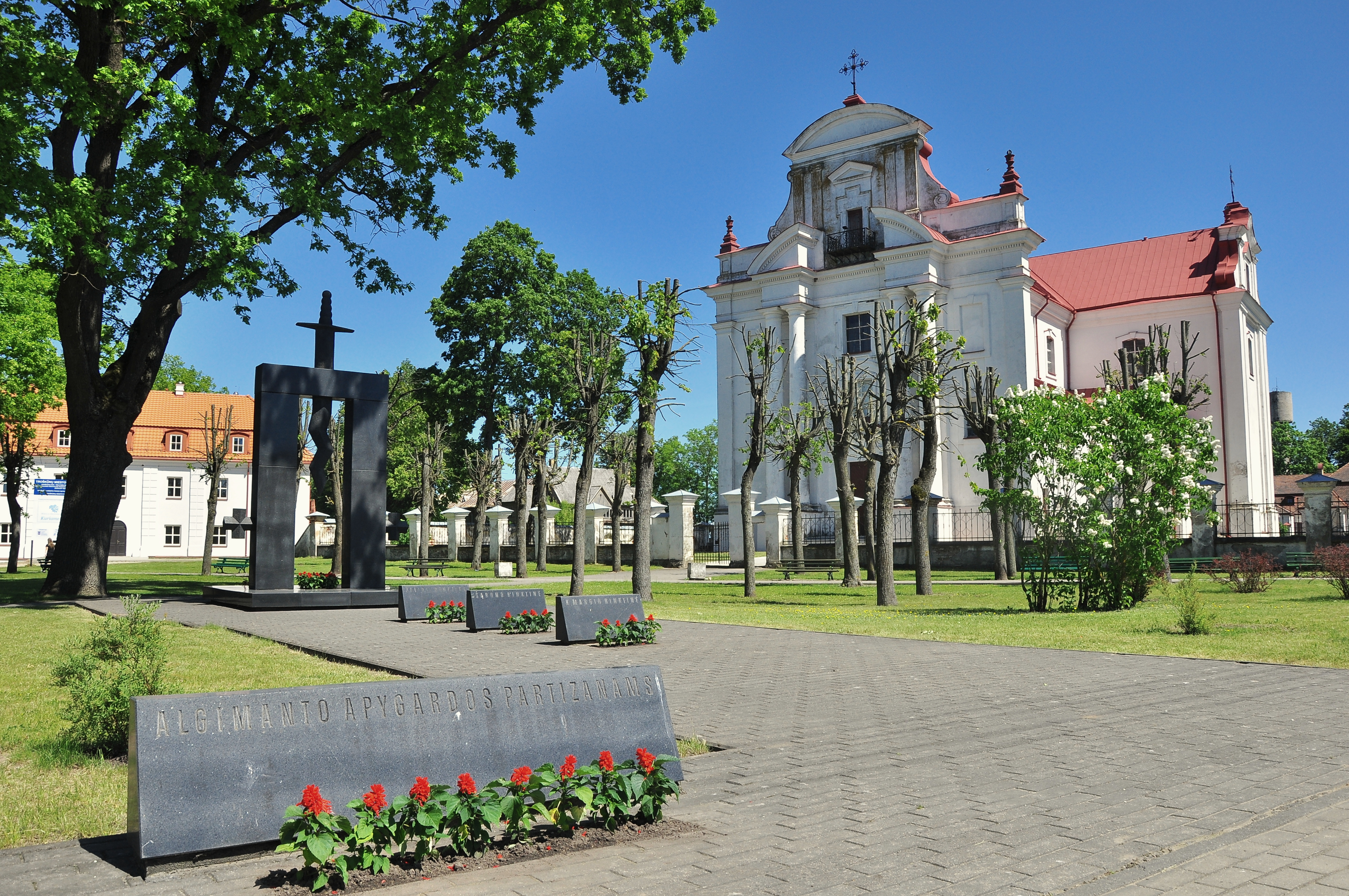
Troškūnai Dreifaltigkeitskirche

Die Stadt wurde 1696 von Władysław Sokołowski gegründet, der in dieser Zeit Bernhardiner in die Stadt rief, die dort eine Kirche und ein Kloster erbauten. Die heutige Dreifaltigkeitskirche wurde von 1774 bis 1787 errichtet. Nach einem Großfeuer, durch das zahlreiche Holzgebäude zerstört wurden, wurde der Ort 1770 mit Steingebäuden wiedererrichtet.

## Söhne und Töchter der Stadt
- Konstantinas Sirvydas (1579–1631), Autor und Lexikograph
- Paulius Antanas Baltakis (1925–2019), katholischer Ordensgeistlicher, römisch-katholischer Auslandsbischof der Litauer
- Oskaras Jusys (* 1954), Diplomat und Verwaltungsjurist, Völkerrechtler und Politiker
- Egidijus Laužikas (* 1959), Jurist und Richter